# Kato Drys
Kato Drys (in greco Kάτω Δρυς?) è una comunità (in greco κοινότητα?, koinótita) del distretto di Larnaca, a Cipro. 

## Geografia fisica
L'altitudine media di Kato Drys è di 520 metri sul livello del mare. Il villaggio è situato sul lato sud-est del massiccio del Troodos, a sud-ovest di Larnaca, su un terreno collinare solcato da valli strette e profonde, attraverso le quali scorre il fiume Agios Minas. A est del villaggio si trova la riserva idrica di Dipotamos, un lago artificiale. Essa si può raggiungere attraverso strade tortuose da est e da ovest. Kato Drys è situato vicino ai villaggi di Pano Lefkara (4 km), Kato Lefkara (4 km), e Vavla (6 km).

## Storia
A Kato Drys nel 1134 nacque San Neophytos, uno dei santi ortodossi più importanti di Cipro. La sua casa natale è ancora esistente. Anche Sir Reo Stakis (1913-2001) è originario del villaggio.

## Monumenti e luoghi di interesse

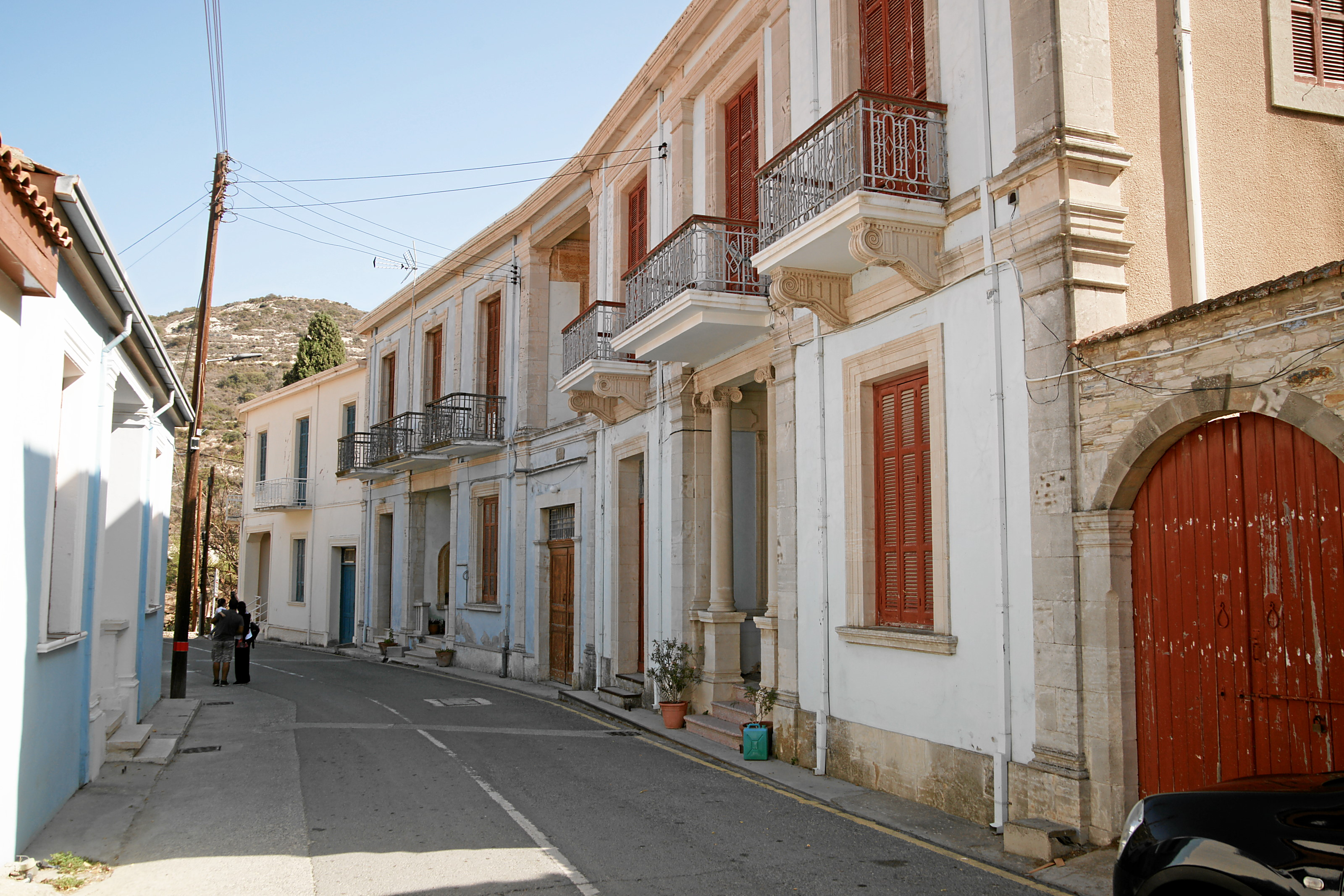
Tipiche case cipriote del paese

### Architetture religiose
Su una collina vicino al villaggio c'è una piccola chiesa dedicata a San Neofito.

## Società

### Evoluzione demografica
Nel 1831, la popolazione di Kato Drys era di 345 abitanti. È salita a 536 abitanti nel 1946, ma successivamente è diminuita a causa dell'urbanizzazione fino a circa 130 abitanti nel 2011. Negli ultimi anni, tuttavia, sempre più gente del posto ha cominciato a ristrutturare le vecchie case del villaggio o a costruirne di nuove.

## Cultura
Kato Drys è raffigurato sulla banconota da una Lira cipriota dell'ultima serie, in corso sino all'introduzione dell'euro nel 2007.